# Henno Sepmann

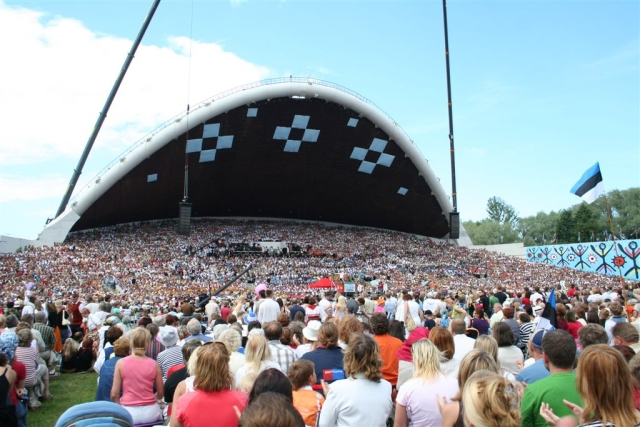
Sängerfestplatz (1960; hier in einer Aufnahme von 2007)

Henno Sepmann (* 12. Februar 1925 in Tartu; † 24. September 1985 in Moskau) war ein estnischer Architekt.

## Leben
Henno Sepmann wurde 1943 von den deutschen Besatzungstruppen zum Wehrdienst verpflichtet. Nach dem Ende des Zweiten Weltkriegs machte er 1946 sein Abitur in Tallinn nach.
Sepmann studierte bis 1952 am Tallinner Polytechnischen Institut. Von 1952 bis 1985 war er als Architekt beim staatlichen Planungsbüro Eesti Projekt angestellt. Sein herausragendes Werk ist die große Bühne unter freiem Himmel für die estnischen Sängerfeste, die er gemeinsam mit dem estnischen Architekten Alar Kotli in Tallinn entworfen hat.

## Architektonisches Werk (Auswahl)
- Sängerbühne in Tallinn (1960, gemeinsam mit Alar Kotli; Staatspreis der Estnischen SSR 1965)
- Rektoratsbereich und Aula im Hauptgebäude der Technischen Universität Tallinn (1962–1968, gemeinsam mit Uno Tölpus und Olga Kontschajewa)
- Bankgebäude in Jõhvi
- Freizeitheim der Firma Tallinngaas in Aegviidu (1967)
- Radrennbahn von Pirita (1968)
- Stadtplanung und Wohnhäuser für das Dorf Päri (1968, gemeinsam mit Valve Pormeister)
- Wohnhäuser in Narva (1969)
- Wohnhäuser in Kuressaare, Insel Saaremaa (1970)
- Hotel Viru in Tallinn (1972, gemeinsam mit Mart Port; Staatspreis der Estnischen SSR 1972)
- Monumentale Gedenkstätte für die Rote Armee in Tallinn-Maarjamäe (1975, gemeinsam mit Allan Murdmaa und Valve Pormeister)
- Segelsportzentrum in Pirita für die Olympischen Sommerspiele (1980, Projektleiter; Staatspreis der UdSSR 1981)
- Gewerkschaftshaus in Tallinn (1982)
- Valutageschäft Turist in Tallinn (1983, gemeinsam mit Peep Jänes)

## Privatleben
Henno Sepmann war mit der estnischen Architektin Valve Pormeister (1922–2002) verheiratet.

## Werke
- Henno Sepmann: Lauluväljak. Laululava. Tallinn 1973